# Британський контрнаступ в Італійській Східній Африці
Британський контрнаступ в Італійській Східній Африці здійснювався протягом 16 березня — 8 квітня, є частиною східноафриканської кампанії.
Успіх Італії в Східній Африці 1940 року був короткочасним. 19 січня 1941-го сили Британської Співдружності контратакували італійців з території Судану на півночі та Кенії на півдні. У березні 1941 року після шестимісячної італійської окупації британські сили відбили протекторат під час операції «Appearance». Італійський партизанський рух припинив опір у Британському Сомаліленді до осені 1943 року.

## Передумови
Після відступу в Аден британці створили Військову місію № 106 (Місія Гамільтона) — для проведення диверсійно-підривних операцій в окупованому британському Сомаліленді. Колишній старший адмінпрацівник протекторату Реджинальд Сміт здійснив кілька таємних подорожей, щоб отримати інформацію. У Каїрі генерал Арчибальд Вейвелл, командувач Близькосхідного командування наказує приступити до операції «Камілла» — для введення в оману італійців щодо перекидання військ у Судан. Ця операція мала переконати італійців, що пересування військ були частиною плану вторгнення в Британський Сомаліленд у лютому 1941 року, а потім — просування на Харер.
Документ був відправлений місцевим командувачам у Східній Африці засобами, з яких він мав просочитися до італійців. Головний напрям вторгнення з Кенії вимагав великих зусиль щодо постачання. Тому план відновлення захопленого італійцями Британського Сомаліленду мав на меті створити ближчий шлях поставок з Бербери для південних сил вторгнення. Порт був невеликим, але поліпшення було можливими швидко здійснити. Аоста, командир італійських сил, в лютому 1941-го був переконаний — вторгнення в колонію неминуче.

## Задум і сили
Британці скористалися такими ресурсами, які були доступні британським військам в Адені (командувач Ранальд Рейд) — для захоплення Бербери та розширення комунікацій в базу, яка б могла забезпечити 15 000 військових. Близько 3000 вояків з Аденської ударної групи, що становлять — два Пенджабські полки, який воювали в колонії під час італійського вторгнення, сомалійські командос та окремі роти, допоміжні військові корпусні групи мали переправити через Аденську затоку. Східний флот, що складався з кораблів Королівського ВМС та Королівських ВМС Індії, які повинні були доставити сили D (капітан Гарольд Хіклінг), крейсери HMS Глазго і Каледон, есмінці HMS Кандагар і HMS Kipling (F91), допоміжні крейсери, траулери, транспорти.
Навчання розпочалося в січні. Сили вторгнення повинні були висадитися на пляжі між рифами — на схід і захід від Бербери, створити плацдарм і знову зайняти протекторат. Незнання щодо прогалин у рифах та їх знаходження вночі зробили цей план неабиякою проблемою, але значення Бербери було таким, що ризики були прийняті.

## Британський наступ
Передбачаючи британський десант, герцог Аоста погодився на евакуацію з протекторату. 14 березня італійський гарнізон почав евакуюватися, а 17-а колоніальна бригада відійшла до Дире-Дауа, але 70-я колоніальна бригада залишилася, окрім свого командира, бригадного генерала Артуро Бертелло. Аденські ударні сили відпливли 15 березня і зібралися близько 19 км на північ від Бербери, приблизно в 1000 м від берега; заздалегідь команди були висаджені на берег для пошуку відповідних місць для посадки. Коли почалися морські обстріли, близько 1500 сомалійців війська в італійській службі та їхні італійські офіцери та підрядники відступили від Бербери до Харгейси. Коли пенджабці почали вранці висаджуватися, їх зустріли нещільним вогнем.
На схід від Бербери висадилося 60 вояків. До 10 години ранку Бербера була окупована. 11 березня 1-ша південноафриканська та 22-га східноафриканська бригадні групи передані під командування 11-ї африканської дивізії, приєднавшись до 3-ї нігерійської бригади. Дивізія просувалася від Барави (Брава) — на південь від Могадішо в італійському Сомаліленді. Дивізія вирушила до Могадішо, 17 березня патрульні 3-ї нігерійської бригади дісталися до Джідзиги, перетнувши дорогу до Харара — італійської лінії відступу від протекторату.
19 березня бригадний генерал Бюкенан та штабний офіцер прибули повітряним транспортом до Бербери, щоб перебрати командування. 20 березня партія нігерійських військ дісталася до Туги Ваджале. Італійська 70-та колоніальна бригада стала однією з багатьох частин італійських колоніальних сил, які масово почали діяти в пустелі. Коли Бертелло потрапив до полону у Західній Абіссінії, він стверджував, що його бригада «розтанула».